# Добронравов Микола Миколайович
Добронравов Микола Миколайович (рос. Добронравов Николай Николаевич; 22 листопада, 1928, Ленінград — 16 вересня 2023) — радянський і російський актор, поет і драматург. Лауреат Премії Ленінського комсомолу (1978) і Державної премії СРСР (1982).

## Життєпис
Народився у місті Ленінград (нині Санкт-Петербург).
На початку війни 1941—1945 рр. був евакуйований у місто Горький (нині Нижній Новгород). З 1942 року мешкав у поселенні Малаховка (Московська область), де закінчив середню освітню школу із золотою медаллю.
1950 року закінчив Школу-студію імені Немировича-Данченко, що утримувалась при МХАТ СРСР і мала статус виші. Закінчив також Московський міський Вчительський інститут ім. В. П. Потьомкіна, але не працював за фахом.
До початку 1960-х рр. працював актором у Московському театрі юних глядачів, де брав участь у виставах радянського і тогочасного репертуара. Водночас почав пробувати себе як драматург і літератор. Разом із актором Московського ТЮГа Сергієм Гребенніковим почав заробляти на новорічних програмах для радянських дітей, для радіовистав Всесоюзного радіо, на виставах для лялькових театрів. У співавторстві з Сергієм Гребенніковим була створена п'єса «Маяк загорается» у 1960 р.
Серед створеного для радянських дітей — оповідання «Скоро канікули», «Третій не зайвий» та інші.
З середини 1960-х рр. цілком перейшов на літературну працю. Почав створювати тексти для радянських пісень — від неглибоких і плакатних («Главное, ребята, сердцем не стареть!», «Трус не играет в хоккей», «И вновь продолжается бой»), пісень, що оспівували і героїзували комсомол до ліричних за змістом («Твой голос», «Беловежская пуща», «Как молоды мы были»). Автор слів пісні «Киев — красное солнышко». Загальна кількість текстів для пісень сягнула чотирьох сотень (400).

## Погляди
Підтримав анексію Криму Російською Федерацією, подякувавши за це на телекамери в Кремлі Путіну.
Був фігурантом бази даних центру «Миротворець».

## Друковані поетичні збірки
- «Вірші і пісні»
- «Вірші»
- «Сузір'я Гагаріна»
- «Вічна тривога»
- «Світить незнайома зірка»

## Нагороди і премії
- Премія Ленінського комсомолу (1978 р.)
- Державна премія СРСР (1982 р.)
- Орден Трудового Червоного Прапора (1984 р.) та інші[4].